# 第31回全国高等学校ラグビーフットボール大会
第31回全国高等学校ラグビーフットボール大会（だい31かいぜんこくこうとうがっこうラグビーフットボールたいかい）は、1952年（昭和27年）1月に西宮球技場で開催された全国高等学校ラグビーフットボール大会である。

## 参加チーム
- 北見北斗（北海道）（3年連続3回目）
- 高松（岩手県）（2年連続2回目）
- 秋田工（秋田県）（6年連続18回目）
- 水戸農（茨城県）（初出場）
- 豊多摩（東京都）（初出場）
- 出町（富山県）（初出場）
- 一宮（愛知県）（2年連続4回目）
- 布施（大阪府）（初出場）
- 天理（奈良県）（10年ぶり10回目）
- 尼崎（兵庫県）（初出場）
- 岡山西（岡山県）（初出場）
- 脇町（徳島県）（3年ぶり9回目）
- 修猷館（福岡県）（3年ぶり4回目）
- 熊本工（熊本県）（4年ぶり2回目）
- 甲南（鹿児島県）（2年連続2回目）
- 前年度優勝校:天王寺（大阪府）（3年連続12回目）

## 試合結果

### 1回戦
- 出町3-5 岡山西
- 布施0-50 秋田工
- 天王寺0-6 高松
- 修猷館 42-5天理
- 甲南0-15 豊多摩
- 熊本工0-19 北見北斗
- 一宮 3-0尼崎
- 脇町11-14 水戸農

### 2回戦
- 岡山西0-35 秋田工
- 高松3-18 修猷館
- 豊多摩6-17 北見北斗
- 一宮 9-3水戸農

### 準決勝
- 秋田工 12-0修猷館
- 北見北斗 30-0一宮

### 決勝
秋田工が2年ぶり6回目の優勝を果たした。
- 秋田工 13-3北見北斗